# Gernet (baltisches Adelsgeschlecht)

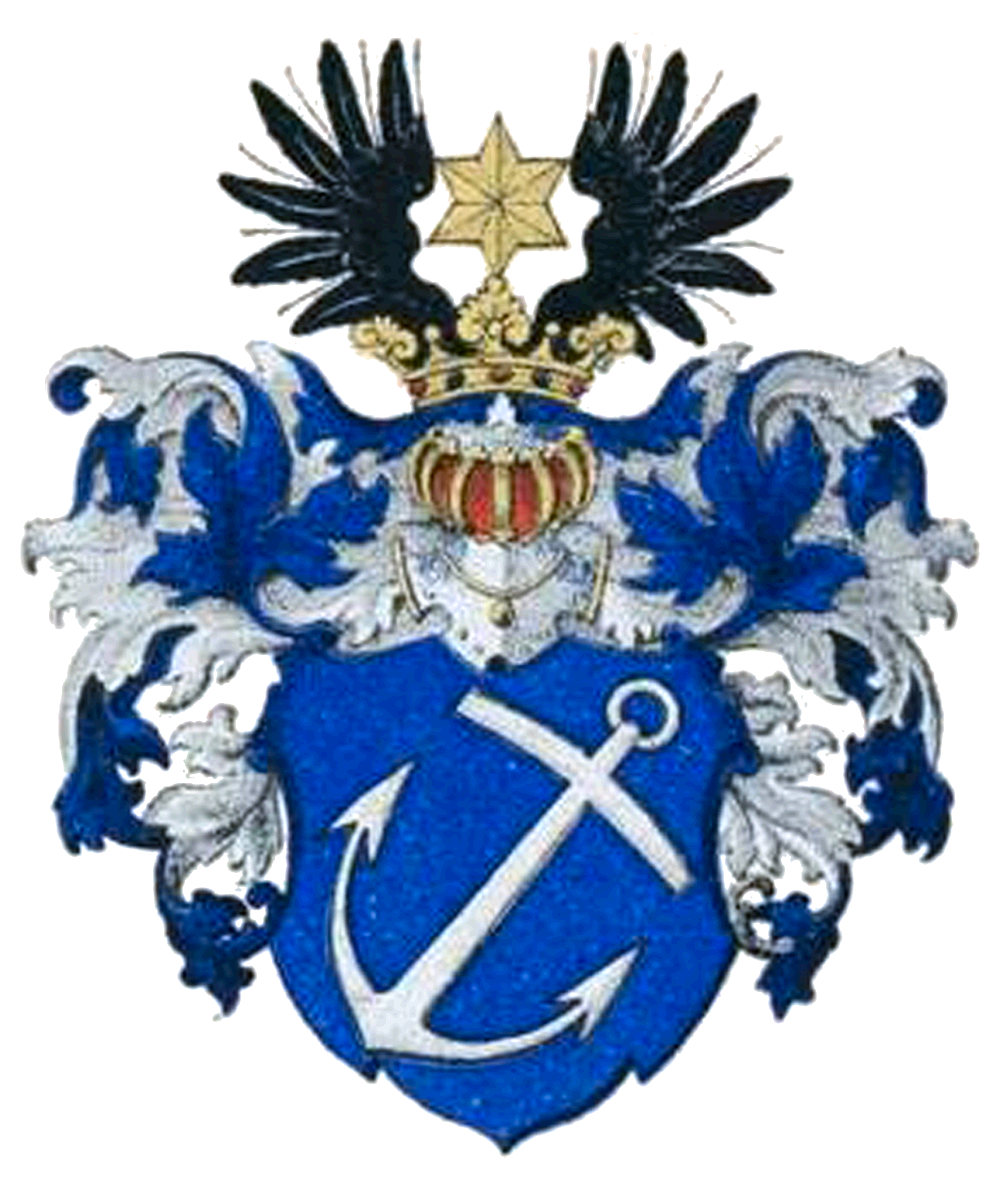
Familienwappen derer von Gernet (Estland)

Gernet ist der Familienname des estländischen Adelsgeschlechts. Die Urahnen dieser deutsch-baltischen Familie stammen aus England und kamen über Hinterpommern in das Baltikum. Ihr baltischer Ursprung führt auf Joachim Gernet zurück, der Ende des 17. Jahrhunderts nach Reval kam.

## Geschichte
Peter Gernet wird 1547 erstmals urkundlich als Bürger der alten Hansestadt Gollnow benannt. Er war Vorsteher der Pfarrkirche, Ratsherr, Kämmerer und Bürgermeister der Stadt. Sein Urenkel Joachim Gernet (1648–1710) hatte in Frankfurt (Oder) Rechtswissenschaft studiert und ließ sich 1673 als praktizierender Jurist in Reval nieder. 1691 wurde er Advokat, war von 1692 bis 1710 Obersekretär und dann Syndikus. Er war 1710 Mitunterzeichner der Kapitulationsurkunde der Stadt an das Russische Kaiserreich. Er wurde am 8. Oktober 1710 zum Bürgermeister von Reval gewählt und verstarb am 9. Oktober 1710 plötzlich und unerwartet.
Ihm folgte sein Sohn Karl Gottlieb Gernot (1700–1791), er erwarb am 1. Oktober 1761 in Wien den Reichsadelstand und führte den Namen „von Gernet“. Im Adelsbrief wird auf die sagenhafte Abstammung der Familie aus England, Garnet, hingewiesen. Unter seinen Söhnen teile sich das Geschlecht in drei Linien auf: Linie I. Haus  Ochtel; Linie II. Haus Illuck und Linie III. Haus Neuenhof. Die Familie wurde am 19. März 1827 in die Adelsmatrikel der Estländischen Ritterschaft aufgenommen. Weitere Ergänzungen folgten am 10. September 1846 und 24. Januar 1827.

## Stammfolge
Joachim Gernet (* 6. Dezember 1648 in Gollnow; † 9. Oktober 1710 in Reval), Bürgermeister von Reval ⚭ Hedwig Sidonie Heidrich (* um 1662; † Juni 1743)
- Joachim Gernet (*um 1670 in Gollnow)
- Johann Friedrich Gernet (* 12. Februar 1692 in Tallinn; † 7. Oktober 1771 ebenda) ⚭ 1) Katharina Sophia Gutsleff; 2) Christina Nottbeck (* 1718 in Reval)
  - Johann Gottlieb Gernet (* 1727; † um 1787)
    - Johann Gottlieb Gernet (1774–1853), Kaufmann in Moskau
    - Gustav Gotthilf Gernet (1777–1829)
    - Georg Friedrich Gernet (1779–1849)
- Karl Gottlieb Freiherr von Gernet (* 18. März 1700 in Reval; † 4. Mai 1791 in Lehhola (Estland)), 1761 Reichsadel
  - Friedrich von Gernet (1738–1789), Gründer der Linie I. – Haus Ochtel
  - Christian Wilhelm von Gernet (1740–1819), Gründer der Linie II. – Haus Illuck
  - Karl Gustav von Gernet (1747–1812), Gründer der Linie III. – Haus Neuenhof
- Heinrich Wilhelm Gernet (1702–1772), Bürgermeister von Reval[5]
  - Joachim Heinrich von Gernet (1730–1804)[6]

### Haus Ochtel
Friedrich von Gernet (1738–1789)
- Karl Friedrich von Gernet (1815–1837), ohne Nachkommen
- Peter Nikolai von Gernet (1819–1904), ohne Nachkommen
- August Friedrich von Gernet (1830–1878), ohne Nachkommen

### Haus Illuck
Christian Wilhelm von Gernet (1740–1819)
- Hans Moritz von Gernet (1775–1860)
  - Adam Oskar von Gernet (1834–1908)
    - Axel Konrad von Gernet (* 1865; † 1920 in Sankt Petersburg), Historiker
      - Wilhelm Oskar von Gernet (* 1900 in Sankt Petersburg), Emigration nach Brasilien
- Otto Heinrich von Gernet (1780–1848)[8]
  - Karl Wilhelm von Gernet (1819–1890), Geheimrat[9]

### Haus Neuenhof
Karl Gustav von Gernet (1747–1812)
- Karl Johann von Gernet (1776–1857), Mannrichter
  - Richard von Gernet (1823–1892)
    - Adam Ludwig von Gernet (* 1856, † 1885 in Aachen)
    - Friedrich Rudolf Hermann von Gernet (1857–1893)
      - Ludwig von Gernet (* 1884)

    - Konstantin Richard von Gernet (1867–1890)

  - Magnus Friedrich von Gernet (1824–1909), Kreisdeputierter[10]
    - Richard Adolph von Gernet (1863–1942), Metallurg
    - Rudolf Jakob von Gernet (* 1864), Dr. med., Emigration nach Afrika
    - Richard Ernst Adam von Gernet (1878–1944), Forscher[11]
      - Axel von Gernet (* 1914)

## Wappen
Das Wappen zeigt im blauen Schild einen nach links geneigten silbernen Anker. Auf dem Schild ein gekrönter Helm, die Helmzier ist ein schwarzer offener Flug, darin mittig ein sechseckiger goldener Stern. Die Helmdecken sind blau-silbern.

## Besitzungen
Die Gernet besaßen eine Vielzahl von Gütern, Höfen und Rittergütern:
- Hummala (Humala) war ein Beihof zum Rittergut Faehna[12]. Es entstand 1241 aus dem Dorf „Humelo (Humebo)“ und lag außerhalb des Ortes. Später wurde es in das Dorf verlegt und hieß 1688 Humleküll, 1782 wurde es ein selbständiges Gut und führte den Namen Humblaküll[13].
- Lehhola, war ein in den 1620er Jahren gegründete Gut. Es gehörte den Familien Krämer, Scheiding, von Gernet sowie Girard de Soucanton. Das Ende des 18. Jahrhunderts errichtetes und im 19. Jahrhundert ein wenig umgebautes einstöckiges Hauptgebäude steht seit dem Brand im 1999 in Ruinen. Erhalten geblieben ist der unikale Speicher aus Holz[14].
- Karjaküll, Käsal, Ochtel, Sicklecht, Itfer, Illuck, Sompfer, Kurina, Ridaka, Waimel,
- Das Gut Uxnorm wurde in den 1630er Jahren gegründet und hatte mehrere Besitzer. Das zweistöckige schlichte Hauptgebäude wurde von der Familie von der Pahlen im Jahre 1860 gebaut (heute in Privatbesitz)[15].
- Das Gut Luist wurde 1645 gegründet und stand später mit dem Gut von Loodna/Pall in Verbindung. Das heutige einstöckige steinerne Hauptgebäude wurde nach der Brandstiftung im 1905 errichtet (in Privatbesitz).[16]
- Das Gut Loodna-Pall wurde im Jahre 1490 erstmals erwähnte und war im Besitz der Familien von Lode, von Uexküll wie von Hunnius. Das 1753 errichtete einstöckige steinerne Hauptgebäude wurde in der zweiten Hälfte des 19.–20. Jahrhunderts im historizistischen form Stil umgebaut. Das Haus ist in Privatbesitz und durch einen langen Leerstand ziemlich verfallen[17].
- Essemäggi, Körwentack, Sellenküll, Beigut Ahdma, Wilkilby[18], Neuenhof, Kostifer,
- Sallajöggi ist ein im 17. Jahrhundert gegründetes Gut und gehörte den Familien von Aderkas sowie von Schnakenburg. In den 1760er Jahren wurde ein zweistöckiges Hauptgebäude im Barockstil errichtet. Das Haus steht seit den 1950er Jahren in Ruinen[19].
- Saunja, Kiwidepäh, Fersenau
- Metztacken wurde erstmals 1586 erwähnt und gehörte am Ende des 19. Jahrhunderts der Familie von Gernet. Das schlichte einstöckige hölzerne Hauptgebäude wurde Ende des 19. Jahrhunderts errichtet.[20]

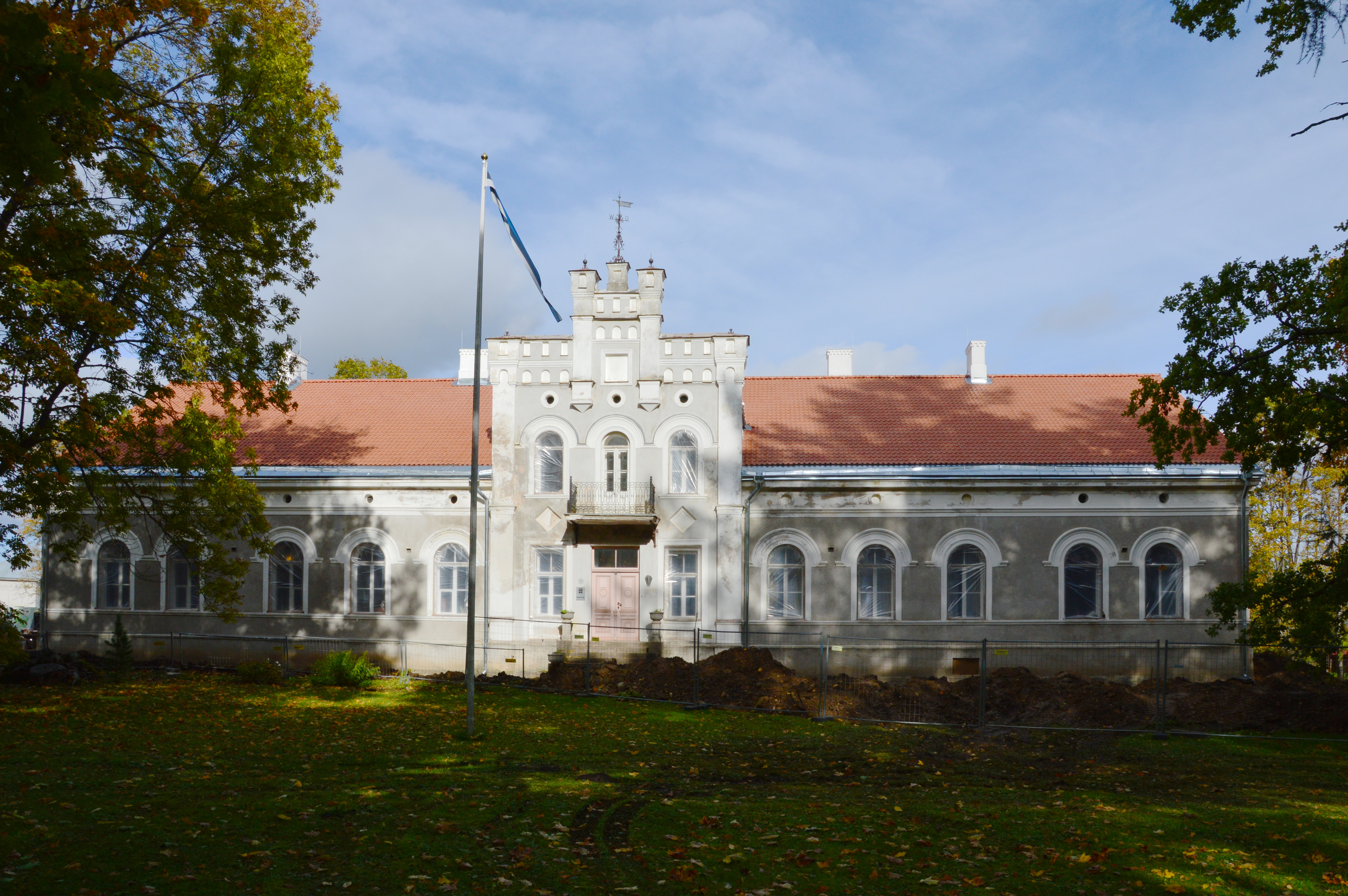
Herrenhaus auf Illuck
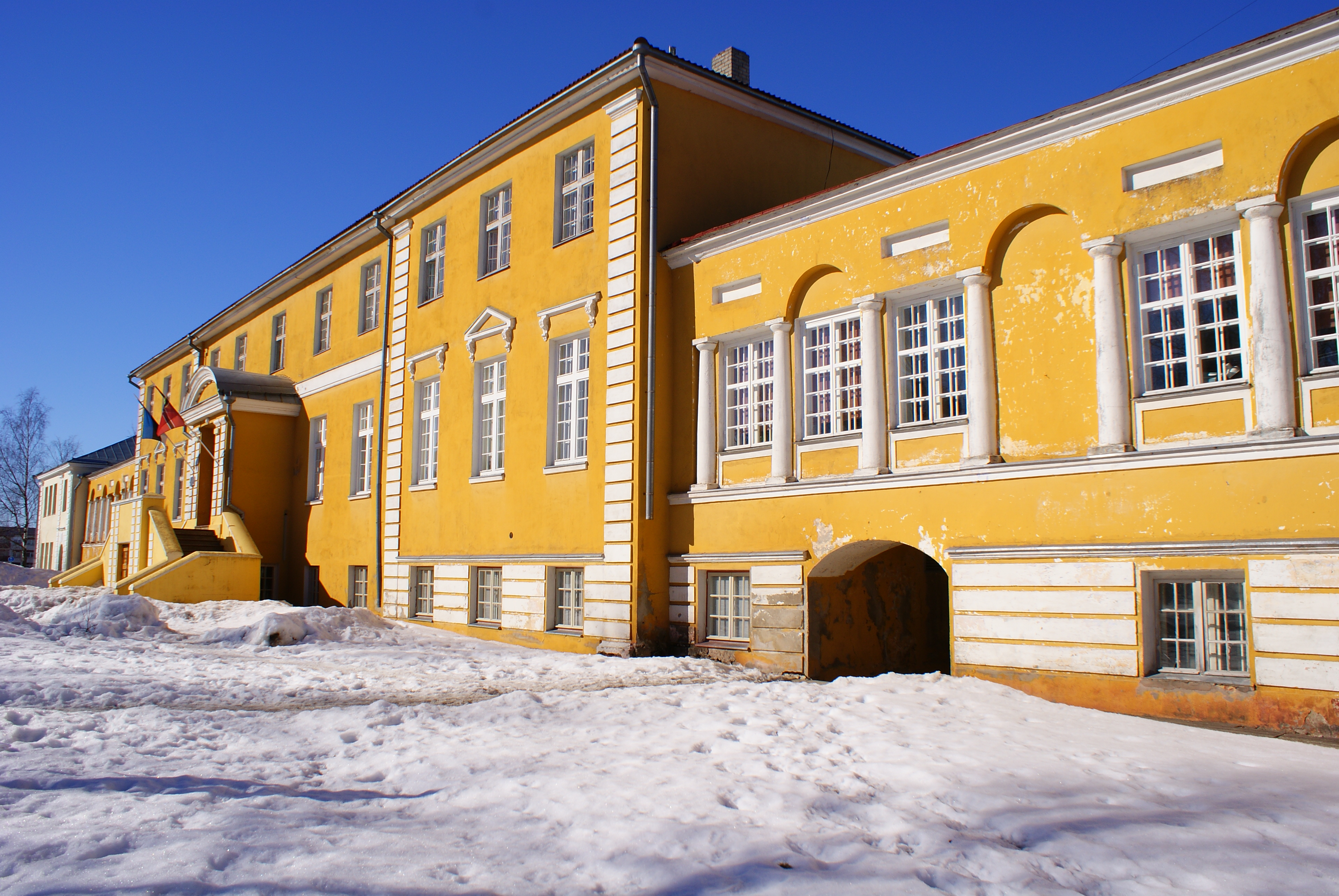
Herrenhaus auf Neuenhof
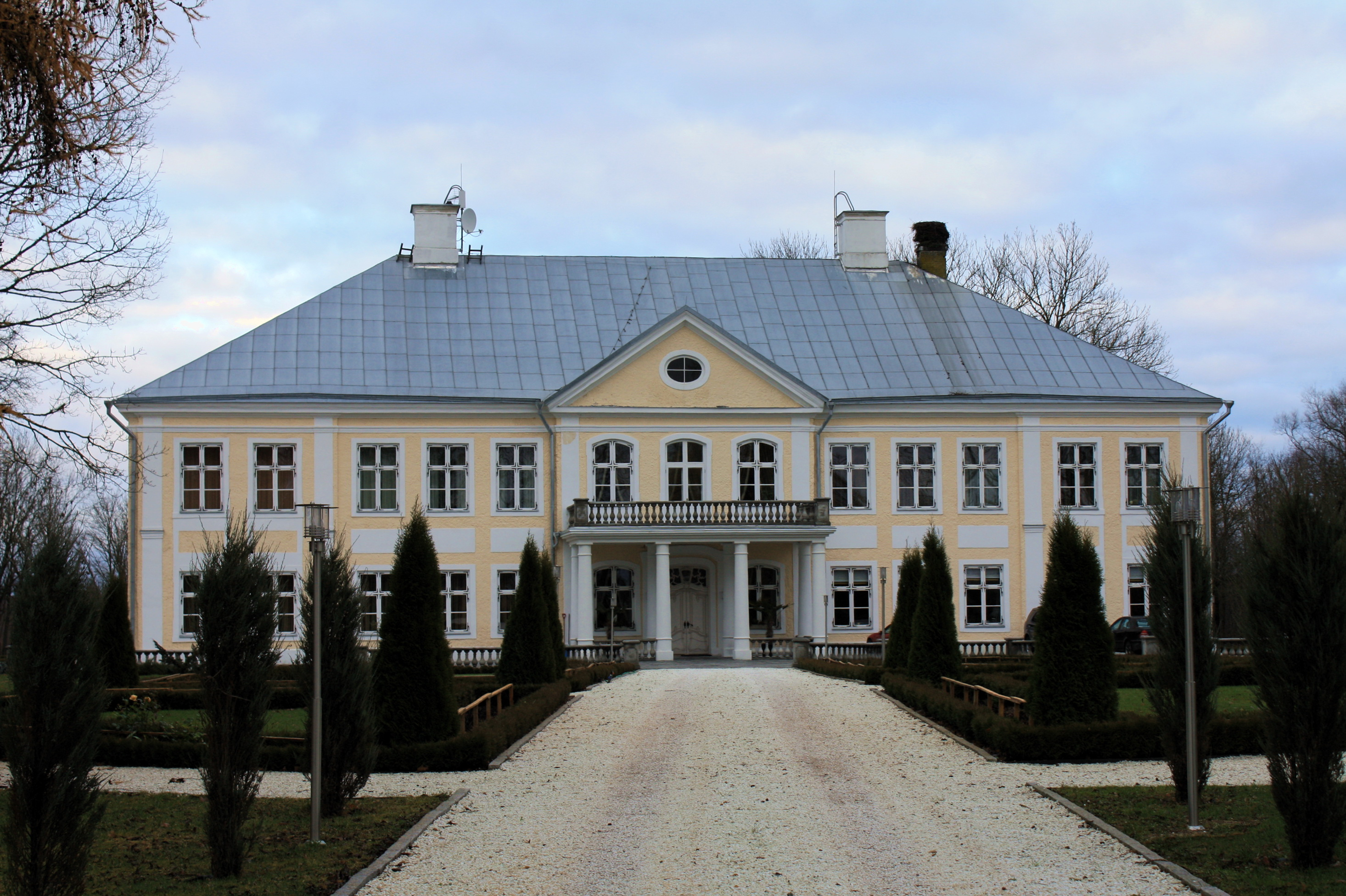
Herrenhaus auf Essemäggi
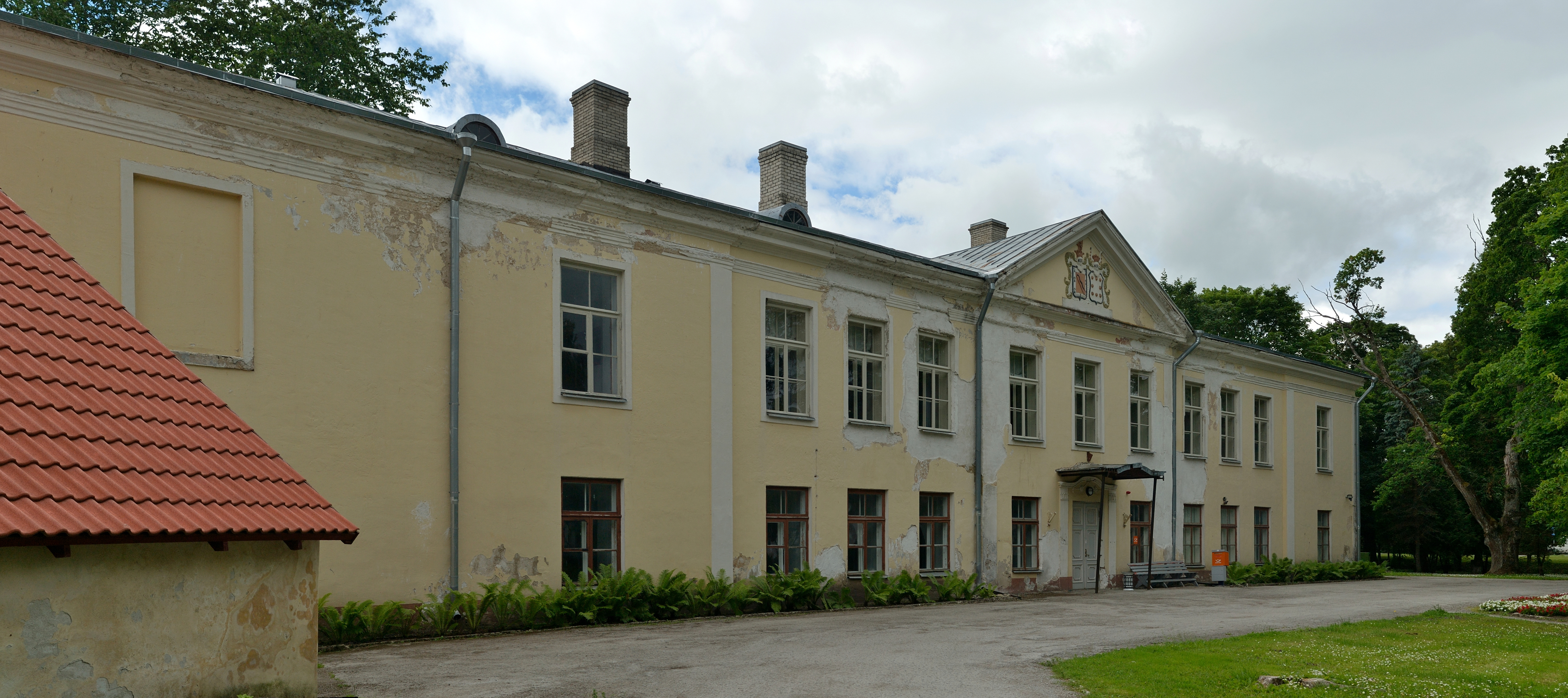
Herrenhaus auf Kostivere